# Gundam
Gundam (яп. ガンダム гандаму) — один из самых продолжительных активных аниме-франчайзов в истории аниме, объединяющий несколько десятков сериалов, OVA и полнометражных фильмов, созданных студией Sunrise, а также включающий в себя различные видеоигры и манги. «Визитными карточками» франчайза являются научно-фантастические миры, тематика войны и «мобильное оружие» (англ. mobile weapons) — огромные боевые роботы всевозможных моделей, в честь первого из которых он и назван. Дизайн «мобильного оружия» революционизировал жанр меха в конце 70-х годов, когда вышел самый ранний из аниме-сериалов — «Mobile Suit Gundam» (1979-80), также известный как «первый Гандам» (англ. First Gundam), и оказал сильное влияние на более поздние аниме, в частности, породив поджанр «Real Robot» (яп. リアルロボット риаруроботто, «реалистичные роботы»), в противовес жанру «Super Robot» (яп. スーパーロボット су:па:роботто).

Сцена из Mobile Suit Zeta Gundam

До 1994 года действие всех сериалов и фильмов франчайза происходило в вымышленной вселенной, названной по названию принятой в ней календарной системы «Вселенским Веком» (англ. Universal Century или сокращённо — UC), однако к середине 90-х появились и так называемые «альтернативные календари», не связанные с UC ничем кроме тематики и жанра. В конце 2006 года франчайз насчитывал шесть параллельных вселенных, не считая super-deformed пародии на самого себя «SD Gundam».
По результатам опроса проведенного компаниями «One’s Communications» и «Otaba» в 2007 году, Gundam является первым по популярности аниме, под впечатлением которого люди становятся отаку. Его назвали 3.7 процентов опрошенных (второй по популярности «Евангелион» назвали 2.7 процента). Согласно опросу, проведённому в том же году министерством культуры Японии, данное аниме занимает четвёртое место среди аниме всех времен (первое место — «Евангелион»). В 2022 году Bandai Namco Holdings объявила, что потратит 15 млрд иен (130 млн долларов) на создание метавселенной Gundam. Также впервые франшиза заработала 101,7 млрд иен (783 млн долларов) за финансовый год. В 2024 году фильм 
Mobile Suit Gundam Seed Freedom собрал 36 млн долларов.

## Тематика
Наряду с The Super Dimension Fortress Macross, Gundam считается родоначальником жанра «Real Robot», отличающегося от «Super Robot» в ряде стилистических и тематических пунктов. Одним из важнейших отличий является бо́льший реализм в дизайне меха, а также роль, которую они играют в сюжете: в отличие от своих SR-прообразов, которые, как правило, были уникальными и зачастую одушевлёнными героями истории, роботы в RR являются неживым и весьма распространённым оружием. «Мобильное оружие» пилотируется из кабины, расположенной внутри него, поэтому уничтожение машины обычно равносильно гибели пилота. В соответствии с дизайном, оно подразделяется на негуманоидную летающую «мобильную броню» (англ. mobile armor) и гуманоидных «мобильных воинов» (англ. mobile suit), к которым относятся и так называемые «Гандамы» — мехи, во всех календарях технологически далеко опережающие остальные модели и так или иначе играющие центральную роль во всех историях. Реализм сюжета выражается и в том, что у любого, даже самого надёжного оружия в «Gundam» рано или поздно заканчивается энерго и боезапас или происходят технические сбои.
Основной темой, объединяющей подавляющее большинство работ «Гандама», являются жестокости войны и наносимые ей травмы, особенно психике молодых людей и девушек, оказывающихся втянутыми в неё против своей воли. Смерть, разрушение и бесчеловечность, присущие вооружённым конфликтам, становятся главным противником протагонистов, но сами они, как и их враги, очень редко выступают в роли абсолютных героев и злодеев, так как каждый имеет свои мотивы, недостатки и идеалы. Большое внимание при этом уделяется противопоставлению различных философских и политических позиций, которые олицетворяют персонажи, — как исторических, так и тех, что, по мнению авторов, встанут перед людьми в будущем. Особо часто рассматриваются причины и следствия войн, идеал пацифизма и эволюция человеческого общества и человечества как вида. Кроме того, большинство сюжетов «Gundam» можно рассматривать как истории взросления главных героев (и их антагонистов), чьи особенности характера, мировоззрения и действия меняются с течением времени в соответствии с обстоятельствами их жизни. Часто (например, в случае многолетнего противостояния между Амуро Рэйем и Чаром Азнаблем во «Вселенском Веке») все эти отличительные черты сходятся воедино, и взрослея, персонажи обнаруживают в себе приверженность тем или иным политико-философским идеалам, которые им приходится в итоге отстаивать друг перед другом в нелёгкой борьбе.

## Эры
Начиная с «Mobile Fighter G Gundam», действие ряда работ франчайза стало переноситься из «Вселенского Века» в «альтернативные календари» — параллельные вселенные, исторически не связанные ни с ним, ни друг с другом. Все вселенные «Gundam» можно рассматривать как различные ви́дения будущего человечества, достигшего значительных успехов в науке и вышедшего в космос. Последнее выражается, как правило, в основании в Солнечной системе космических колоний (здесь — гигантских автономных космических станций, пригодных для обитания тысяч людей), жители которых рано или поздно вступают в вооружённый конфликт с землянами.
- «Вселенский век» (яп. 宇宙世紀 утю: сэйки, от слова «Вселенная») /«Универсальный век» (англ. Universal Century[2], UC) является наиболее проработанной вселенной франчайза, чья вымышленная история простирается почти на полтора столетия, и прообразом для всех последовавших за ним.
- «Будущий век» (яп. 未来世紀, англ. Future Century, FC) — вселенная, где происходит действие «Mobile Fighter G Gundam» (1994—1995). В отличие от «Вселенского», в «Будущем веке» колонисты становятся намного сильнее землян и вынуждены бороться c анархией, грозящей захлестнуть в связи с этим планету.
- «После колонии» (яп. アフターコロニー афута: корони:, англ. After Colony, AC) в значении «от основания первой колонии», — календарная система, принятая в мире сериала «Mobile Suit Gundam Wing» (1995—1996) и связанных с ним работ. В отличие от UC и FC, здесь Земля крепко удерживает жёсткий контроль над колониями.
- «После войны» (яп. アフターウォー афута:о:, англ. After War, AW) — в этой вселенной разыгрываются события «After War Gundam X» (1996), который характеризуют постапокалиптические мотивы, связанные с тем, что в этой вселенной Солнечная система пережила семь войн, последняя из которых окончилась сбросом ряда колоний с орбиты, разрушившим поверхность Земли.
- «Точный век» (яп. 正歴 сэйрэки, англ. Correct Century, CC)[8], по замыслу Ёсиюки Томино (режиссёра «Mobile Suit Gundam»), — дальнее будущее остальных вселенных, в котором разворачивается сюжет «∀ Gundam» (1999—2000), посвящённый противостоянию научно отсталых землян технологически развитым, но, в отличие от FC, агрессивно настроенным колонистам.
- «Космическая эра» (яп. コズミック・イラ кодзумикку ира, англ. Cosmic Era, CE) — вселенная, где происходит действие «Mobile Suit Gundam SEED» (2002—2003) и его продолжений. CE переняла очень многие черты «Вселенского века», однако привнесла и такие новшества, как повсеместная генная инженерия, создание «сверх-людей» и, как следствие, ксенофобия, ведущая к войне.
- «Наша эра» (лат. Anno Domini, AD). Сюжет сериала «Mobile Suit Gundam 00» (2007—2009, два сезона) разворачивается в начале XXIV века, то есть описывает предполагаемое будущее реального мира. AD — первая вселенная «Gundam», где космические колонии существуют, но в сериале практически не фигурируют, уступая это место орбитальным лифтам и окружающим их конструкциям. Также в нашем времени происходят события манги Mobile Suit Gundam Alive.
- «Продвинутое поколение» (яп. アドバンスド・ジェネレーション адобансудо дзэнэрэ:сён, англ. Advanced Generation, AG) — вселенная, где происходит действие «Mobile Suit Gundam AGE» (2011—2012).
- «Позолоченный век» (яп. リギルド・センチュリー ригирудо сэнтюри:, англ. Regild Century, RC) — вселенная, где происходит действие «Gundam Reconguista in G» (2014—2015).
- «После Бедствия» (англ. Post Disaster, PG) — шкала времени, представленная в телевизионном сериале Mobile Suit Gundam: Iron-Blooded Orphans (2015—2017).

## Франшиза

### ТВ сериалы, фильмы и видео
| Название                                                                        | Эра                 | Формат                      | Режиссёр                                                    | Дата                   |
| ------------------------------------------------------------------------------- | ------------------- | --------------------------- | ----------------------------------------------------------- | ---------------------- |
| Mobile Suit Gundam                                                              | U.C. 0079           | ТВ сериал                   | Ёсиюки Томино                                               | 1979—1980              |
| Mobile Suit Gundam                                                              | U.C. 0079           | Скомпилированные фильмы     | Ёсиюки Томино                                               | 1981                   |
| Mobile Suit Gundam II: Soldiers of Sorrow                                       | U.C. 0079           | Скомпилированные фильмы     | Ёсиюки Томино                                               | 1982                   |
| Mobile Suit Gundam III: Encounters in Space                                     | U.C. 0079           | Скомпилированные фильмы     | Ёсиюки Томино                                               | 1982                   |
| Mobile Suit Zeta Gundam                                                         | U.C. 0087           | ТВ сериал                   | Ёсиюки Томино                                               | 1985—1986              |
| Mobile Suit Zeta Gundam: A New Translation — Heir to the Stars                  | U.C. 0087           | Скомпилированные фильмы     | Ёсиюки Томино                                               | 2005                   |
| Mobile Suit Zeta Gundam: A New Translation II — Lovers                          | U.C. 0087           | Скомпилированные фильмы     | Ёсиюки Томино                                               | 2005                   |
| Mobile Suit Zeta Gundam: A New Translation III — Love Is the Pulse of the Stars | U.C. 0087           | Скомпилированные фильмы     | Ёсиюки Томино                                               | 2006                   |
| Mobile Suit Gundam ZZ                                                           | U.C. 0088           | ТВ сериал                   | Ёсиюки Томино                                               | 1986—1987              |
| Mobile Suit Gundam: Char's Counterattack                                        | U.C. 0093           | Полнометражные фильм        | Ёсиюки Томино                                               | 1988                   |
| Mobile Suit SD Gundam                                                           | SD                  | Короткометражные фильмы     | Осаму Секита, Тэцуро Амино, Синдзи Такамацу, Асахиде Оокума | 1988, 1989, 1991, 1993 |
| Mobile Suit SD Gundam                                                           | SD                  | OVA                         | Осаму Секита, Тэцуро Амино, Синдзи Такамацу, Асахиде Оокума | 1989-1991              |
| Mobile Suit SD Gundam                                                           | SD                  | Скомпилированный ТВ сериал  | Осаму Секита, Тэцуро Амино, Синдзи Такамацу, Асахиде Оокума | 1993                   |
| Mobile Suit Gundam 0080: War in the Pocket                                      | U.C. 0079           | OVA                         | Фумихико Такаяма                                            | 1989                   |
| Mobile Suit Gundam F91                                                          | U.C. 0123           | Полнометражный фильм        | Ёсиюки Томино                                               | 1991                   |
| Mobile Suit Gundam 0083: Stardust Memory                                        | U.C. 0083           | OVA                         | Мицуко Касэ, Такаси Иманиси                                 | 1991—1992              |
| Mobile Suit Gundam 0083: The Afterglow of Zeon                                  | U.C. 0083           | Скомпилированный фильм      | Такаси Иманиси                                              | 1992                   |
| Mobile Suit Victory Gundam                                                      | U.C. 0153           | ТВ сериал                   | Ёсиюки Томино                                               | 1993—1993              |
| Mobile Fighter G Gundam                                                         | F.C. 60             | ТВ сериал                   | Ясухиро Имагава                                             | 1994—1995              |
| New Mobile Report Gundam Wing                                                   | A.C. 195            | ТВ сериал                   | Масаси Икэда                                                | 1995-1996              |
| New Mobile Report Gundam Wing — Operation Meteor                                | A.C. 195            | Скомпилированныe OVA        | Масаси Икэда                                                | 1996                   |
| Mobile Suit Gundam: The 08th MS Team                                            | U.C. 0079           | OVA                         | Такэюки Канда (1 — 6 эп.), Уманосукэ Иида (7 — 12 эп.)      | 1996—1999              |
| Mobile Suit Gundam: The 08th MS Team – Miller's Report                          | U.C. 0079           | Скомпилированный фильм      | Мицуко Касэ, Такэюки Канда, Уманосукэ Иида                  | 1998                   |
| After War Gundam X                                                              | A.W. 15             | ТВ сериал                   | Синдзи Такамацу                                             | 1996                   |
| New Mobile Report Gundam Wing: Endless Waltz                                    | A.С. 196            | OVA                         | Ясунао Аоки                                                 | 1997                   |
| New Mobile Report Gundam Wing: Endless Waltz - Special Edition                  | A.С. 196            | Скомпилированный фильм      | Ясунао Аоки                                                 | 1998                   |
| ∀ Gundam                                                                        | C.C. 2345           | ТВ сериал                   | Ёсиюки Томино                                               | 1999—2000              |
| ∀ Gundam I: Earth Light                                                         | C.C. 2345           | Скомпилированныу фильмы     | Ёсиюки Томино                                               | 2002                   |
| ∀ Gundam II: Moonlight Butterfly                                                | C.C. 2345           | Скомпилированныу фильмы     | Ёсиюки Томино                                               | 2002                   |
| G-Saviour                                                                       | U.C. 0223           | Игровой ТВ фильм            | Грэми Кэмпбелл                                              | 2000                   |
| Gundam Neo Experience 0087: Green Diver                                         | U.C. 0087           | Фильм в спец. формате       |                                                             | 2001                   |
| Gundam Evolve                                                                   | разн.               | OVA                         | Разные                                                      | 2001—2005              |
| Mobile Suit Gundam SEED                                                         | C.E. 0071           | ТВ сериал                   | Мицуо Фукуда                                                | 2002—2003              |
| Mobile Suit Gundam SEED: Special Edition I — The Empty Battlefield              | C.E. 0071           | Скомпилированные фильмы     | Мицуо Фукуда                                                | 2004                   |
| Mobile Suit Gundam SEED: Special Edition II — The Far-Away Dawn                 | C.E. 0071           | Скомпилированные фильмы     | Мицуо Фукуда                                                | 2004                   |
| Mobile Suit Gundam SEED: Special Edition III — The Rumbling Sky                 | C.E. 0071           | Скомпилированные фильмы     | Мицуо Фукуда                                                | 2004                   |
| Superior Defender Gundam Force                                                  | SD                  | ТВ сериал                   | Юйити Абэ                                                   | 2003-2004              |
| Mobile Suit Gundam MS IGLOO: The Hidden One Year War                            | U.C. 0079           | OVA                         | Такаси Иманиси                                              | 2004                   |
| Mobile Suit Gundam SEED Destiny                                                 | C.E. 0073           | ТВ сериал                   | Мицуо Фукуда                                                | 2004—2005              |
| Mobile Suit Gundam SEED Destiny: Special Edition I — The Broken World           | C.E. 0073           | Скомпилированные фильмы     | Мицуо Фукуда                                                | 2006                   |
| Mobile Suit Gundam SEED Destiny: Special Edition II — Respective Swords         | C.E. 0073           | Скомпилированные фильмы     | Мицуо Фукуда                                                | 2006                   |
| Mobile Suit Gundam SEED Destiny: Special Edition III — The Hellfire Of Destiny  | C.E. 0073           | Скомпилированные фильмы     | Мицуо Фукуда                                                | 2006                   |
| Mobile Suit Gundam SEED Destiny: Special Edition IV — The Cost of Freedom       | C.E. 0073           | Скомпилированные фильмы     | Мицуо Фукуда                                                | 2007                   |
| Mobile Suit Gundam MS IGLOO: Apocalypse 0079                                    | U.C. 0079           | OVA                         | Сэйдзи Мидзусима                                            | 2006                   |
| Mobile Suit Gundam SEED C.E. 73: Stargazer                                      | C.E. 0073           | ONA                         | Сусуму Нисидзава                                            | 2006                   |
| Mobile Suit Gundam 00                                                           | A.D. 2307           | ТВ сериал                   | Сэйдзи Мидзусима                                            | 2007-2009              |
| Mobile Suit Gundam 00: Special Edition I — Celestial Being                      | A.D. 2307           | Скомпилированные фильмы     | Сэйдзи Мидзусима                                            | 2009                   |
| Mobile Suit Gundam 00: Special Edition II — End of World                        | A.D. 2307           | Скомпилированные фильмы     | Сэйдзи Мидзусима                                            | 2009                   |
| Mobile Suit Gundam 00: Special Edition III — Return the World                   | A.D. 2307           | Скомпилированные фильмы     | Сэйдзи Мидзусима                                            | 2010                   |
| Mobile Suit Gundam MS IGLOO 2: Gravity Front                                    | U.C. 0079           | OVA                         | Такаси Иманиси                                              | 2009                   |
| Mobile Suit Gundam Unicorn                                                      | U.C. 0096           | OVA                         | Кадзухиро Фурухаси                                          | 2010—2014              |
| Mobile Suit Gundam Unicorn RE:0096                                              | U.C. 0096           | Скомпилированный ТВ сериал  | Кадзухиро Фурухаси                                          | 2016                   |
| SD Gundam Sangokuden Brave Battle Warriors                                      | SD                  | Полнометражный фильм        | Кэнъити Судзуки, Кунихиро Мори                              | 2010                   |
| SD Gundam Sangokuden Brave Battle Warriors                                      | SD                  | ТВ сериал                   | Кэнъити Судзуки, Кунихиро Мори                              | 2010                   |
| Mobile Suit Gundam 00 the Movie: A Wakening of the Trailblazer                  | A.D. 2314           | Полнометражный фильм        | Сэйдзи Мидзусима                                            | 2010                   |
| Model Suit Gunpla Builders Beginning G                                          | Beginning           | OVA                         | Коу Мацуо                                                   | 2010                   |
| Mobile Suit Gundam AGE                                                          | A.G. 0115 — 0201    | ТВ сериал                   | Сусуму Ямагути                                              | 2011—2012              |
| Mobile Suit Gundam AGE                                                          | A.G. 0115 — 0201    | Скомпилированный спецвыпуск | Синья Ватада                                                | 2013                   |
| Gundam Build Fighters                                                           | BF                  | ТВ сериал                   | Кэндзи Нагасаки                                             | 2013—2014              |
| Mobile Suit Gundam-san                                                          | U.C. 0079 (пародия) | ТВ сериал                   | Манкю                                                       | 2014                   |
| Gundam Reconguista in G                                                         | R.C. 1014           | ТВ сериал                   | Ёсиюки Томино                                               | 2014—2015              |
| Gundam Build Fighters Try                                                       | BF                  | ТВ сериал                   | Синья Ватада                                                | 2014—2015              |
| Gundam Build Fighters Try                                                       | BF                  | Спецвыпуск                  | Синья Ватада                                                | 2016                   |
| Mobile Suit Gundam: Iron-Blooded Orphans                                        | P.D. 323—325        | ТВ сериал                   | Тацуюки Нагаи                                               | 2015—2017              |
| Mobile Suit Gundam: The Origin                                                  | U.C. 0068-0079      | OVA                         | Ёсикадзу Ясухико, Такаси Иманиси                            | 2015—2018              |
| Mobile Suit Gundam: The Origin — Advent of the Red Comet                        | U.C. 0068-0079      | Скомпилированный ТВ сериал  | Ёсикадзу Ясухико, Такаси Иманиси                            | 2019                   |
| Mobile Suit Gundam Thunderbolt                                                  | U.C. 0079           | ONA                         | Ко Мацуо                                                    | 2015—2017              |
| Mobile Suit Gundam Thunderbolt: December Sky                                    | U.C. 0079           | Скомпилированные фильмы     | Ко Мацуо                                                    | 2016                   |
| Mobile Suit Gundam Thunderbolt: Bandit Flower                                   | U.C. 0080           | Скомпилированные фильмы     | Ко Мацуо                                                    | 2017                   |
| Mobile Suit Gundam: Twilight Axis                                               | U.C. 0096           | ONA                         | Се Цзюнь Ким                                                | 2017                   |
| Mobile Suit Gundam Twilight Axis — Red Trace                                    | U.C. 0096           | Скомпилированный фильм      | Се Цзюнь Ким                                                | 2017                   |
| Gundam Build Fighters: Battlogue                                                | BF                  | ONA                         | Масами Обари                                                | 2017                   |
| Gundam Build Fighters: GM’s Counterattack                                       | BF                  | ONA                         | Кэндзи Нагасаки                                             | 2017                   |
| Gundam Build Divers                                                             | BD                  | OVA пролог                  | Синья Ватада                                                | 2018                   |
| Gundam Build Divers                                                             | BD                  | ТВ сериал                   | Синья Ватада                                                | 2018                   |
| Mobile Suit Gundam Narrative                                                    | U.C. 0097           | Полнометражный фильм        | Тосикадзу Ёсидзава                                          | 2018                   |
| SD Gundam World Sangoku Soketsuden                                              | SD                  | ТВ сериал                   | Такахиро Икедзо                                             | 2019                   |
| Mobile Suit Gundam: Hathaway's Flash                                            | U.C. 0105           | Полнометражные фильмы       | Сюко Мурасэ                                                 | 2020                   |
| Gundam Build Divers Re:RISE                                                     | BD                  | ТВ сериал                   | Синья Ватада                                                | 2020                   |
| SD Gundam World Heroes                                                          |                     | ТВ сериал                   | Такахиро Икедзо                                             | 2021                   |
| Mobile Suit Gundam: Cucuruz Doan's Island                                       | U.C. 0079           | Полнометражный фильм        | Ёсикадзу Ясухико                                            | 2022                   |
| Mobile Suit Gundam: The Witch from Mercury                                      | A.S. 122            | ТВ сериал                   | Хироси Кобаяси и Рё Андо                                    | 2022—2023              |
| Mobile Suit Gundam SEED Freedom                                                 | C.E. 0075           | Полнометражный фильм        | Мицуо Фукуда                                                | 2024                   |
| Gundam: Requiem for Vengeance                                                   | U.C. 0079           | ONA                         | Эразм Бросдо                                                | 2024                   |

### Компьютерные игры
По франшизе вышло около 250 игр для различных платформ.

## Книги и манга

### Вселенский век

#### Mobile Suit Gundam
Mobile Suit Gundam (яп. 機動戦士ガンダム Kidou Senshi Gundam) — манга-адаптация оригинального сериала, публиковавшаяся в журнале Boken-O (яп. 冒険王) издательства Akita Shoten. Автор — Ю Окадзаки. Согласно опросу, проведенному в 2007 году Агентством по делам культуры, занимает 48-е место среди лучшей манги всех времен.

#### The Origin
Mobile Suit Gundam The Origin (яп. 機動戦士ガンダム THE ORIGIN Kidou Senshi Gundam The Origin) — манга Ёсикадзу Ясухико, вторая адаптация сериала Mobile Suit Gundam. Публиковалась в журнале Gundam Ace с июня 2001 по июнь 2011 года. Kadokawa Shoten издала 23 тома манги. Сюжет, в целом, повторяет события оригинального сериала. Действие происходит в 0079 год Вселенского века, во время войны между Федерацией Земли и отделившимся княжеством Зион. В центре событий — экипаж космического линкора SCV-70 White Base («Белая база»). Ёсикадзу Ясухико изменил некоторые детали вселенной, отдельные события рассказываются от лица Чара Азнабля.

#### The Blue Destiny
Mobile Suit Gundam Side Story: The Blue Destiny (яп. 機動戦士ガンダム外伝―THE BLUE DESTINY Kidou Senshi Gundam Gaiden: The Blue Destiny) — манга Мидзухо Такаямы, публиковавшаяся с сентября 1996 по февраль 1997 в Haoh Magazine. Является переложением трех видеоигр для Sega Saturn Mobile Suit Gundam Side Story (1996—1997). Действие происходит в период Однолетней войны. Юу Кадзима — солдат Федерации Земли, тестирующий новые технологии до этапа массового производства. Во время рядового сражения его команда атакована таинственным голубым мобильным доспехом. Юу поручают пилотировать такого же робота — Blue Destiny (с англ. — «Синяя судьба»).

#### Sora, Senkou no Hate ni
Mobile Suit Gundam Side Story: Space, to The End of a Flash (яп. 機動戦士ガンダム外伝 宇宙、閃光の果てに… Kidou Senshi Gandamu Gaiden: Sora, Senkou no Hate ni...) — трехтомная манга 2003 года Томохиро Тибы (сюжет) и Масато Нацумото (рисунок), созданная по мотивам одного из сюжетов видеоигры для PlayStation 2 Mobile Suit Gundam: Encounters in Space. Издана Kadokawa Shoten.

#### MS IGLOO: Ichinen Sensou Hiroku
Mobile Suit Gundam MS IGLOO: Ichinen Sensou Hiroku (яп. 機動戦士ガンダムMS IGLOO黙示録 Kidou Senshi Gandamu MS IGLOO: Ichinen Sensou Hiroku) — манга 2005 года на сюжет Mobile Suit Gundam MS IGLOO. Автор — MEIMU.

#### War in the Pocket
Mobile Suit Gundam 0080: War in the Pocket (яп. 機動戦士ガンダム0080 ポケットの中の戦争 Kidou Senshi Gandamu 0080 Poketto no Naka no Senso) — манга 1989 года Сигэто Икэхары, адаптация одноимённой серии OVA.

#### École du Ciel
Mobile Suit Gundam École du Ciel (яп. 機動戦士ガンダム エコール·デュ·シエル Kidou Senshi Gandamu Ekoorude Shieru) — манга Харухико Микимото, выходящая в журнале Gundam Ace. Лицензирована в США Tokyopop и во Франции Pika Édition. Первый том был издан Kadokawa Shoten 22 ноября 2002 года. Действие происходит в 0085 году Вселенского века. Главная героиня, Асуна Элмарит, учится в военной академии Ecole du Ciel для пилотов мобильных доспехов. Последний 12 том был выпущен в 2011 году.

#### Double-Fake: Under the Gundam
Double-Fake Under The Gundam (яп. ダブルフェイク アンダー･ザ･ガンダム) — манга Юдзи Усилы, выходившая в журнале MS Saga компании Bandai в 1988—1989 годах. Сюжет развивается между Mobile Suit Gundam ZZ и Mobile Suit Gundam: Char's Counterattack. Действие происходит на комической колонии на Стороне 5, поврежденной в ходе Однолетней войны. Главный герой, Гарри Нил Ганс, является пилотом, сражающимся с террористами. Он модифицирует свой мобильный доспех так, чтобы тот внешне напоминал оригинальный Гандам из сериала Mobile Suit Gundam — RX-78 Gundam. Все принимают мобильный доспех Ганса за настоящий Гандам.

#### Gundam: Char’s Deleted Affair
Gundam: Char's Deleted Affair — Portrait of Young Comet (яп. 機動戦士ガンダム C.D.A. 若き彗星の肖像 Kidō Senshi Gundam: C.D.A. Wakaki Suisei no Shōzō), также известная как C.D.A. — сиквел Mobile Suit Gundam автора Хироюки Китадзумэ, действие которого происходит до событий Gundam 0083: Stardust Memory. В C.D.A рассказывается история Чара Азнабля после Однолетней войны. Манга выходила в журнале Gundam Ace с 2001 по 2009 год. Затем она была издана Kadokawa Shoten в 14 томах.
| №  | Дата публикации    | ISBN               |
| -- | ------------------ | ------------------ |
| 01 | 22 ноября 2002 г.  | ISBN 4-04-713511-9 |
| 02 | 21 ноября 2003 г.  | ISBN 4-04-713582-8 |
| 03 | 23 июля 2004 г.    | ISBN 4-04-713642-5 |
| 04 | 23 июля 2004 г.    | ISBN 4-04-713689-1 |
| 05 | 24 мая 2005 г.     | ISBN 4-04-713711-1 |
| 06 | 21 октября 2005 г. | ISBN 4-04-713755-3 |
| 07 | 23 марта 2006 г.   | ISBN 4-04-713803-7 |
| 08 | 24 августа 2006 г. | ISBN 4-04-713844-4 |
| 09 | 24 июля 2007 г.    | ISBN 9784047139428 |
| 10 | 20 декабря 2007 г. | ISBN 9784047150027 |
| 11 | 26 июля 2008 г.    | ISBN 4047150886    |
| 12 | 21 ноября 2008 г.  | ISBN 9784047151352 |
| 13 | 26 мая 2009 г.     | ISBN 4047152390    |
| 14 | 20 марта 2010 г.   | ISBN 9784047153349 |

#### The 08th MS Team
Mobile Suit Gundam: The 08th MS Team (яп. 機動戦士ガンダム 第08MS小隊 Kidou Senshi Gundam: Dai 08 MS Shoutai) — новеллизация одноимённой серии OVA авторства Итиро Окоти. Состоит из трех томов, изданных в 1999 году.

#### Gundam Sentinel
Gundam Sentinel (яп. ガンダム・センチネル гандаму сэнтинэру, «Страж Гандам») — роман Масаи Такахаси, изначально публиковавшийся в Model Graphix издательства Dai Nippon Kaiga Co., Ltd. в 1987—1990 году. Действие происходит между Mobile Suit Zeta Gundam и ZZ Gundam в 0088 году Вселенского века. Персонажи здесь старше, чем обычно в Gundam.

Логотип серии из Gundam Wars III: Gundam Sentinel — The Battle of Real Gundam

Офицеры Федерации Земли, находящиеся на базе Пэдзун (яп. ペズン) на одном из астероидов, восстают против Федерации. Они поддерживают идеологию Титанов — организации из Mobile Suit Zeta Gundam, пытавшейся захватить Землю. Федерация Земли, находящаяся в союзе с АЗОГ (Анти-Земной Объединённой Группой) англ. AEUG (сокр. от «Anti-Earth Union Group»), собирает «отряд Альфа» (яп. α任務部隊) — небольшую группу ветеранов-пилотов мобильных доспехов. Они отправлены подавить восстание на Пэдзун. На наиболее мощном роботе, MSA-0011 Superior Gundam, установлен искусственный интеллект под названием ALICE. Отряд Альфа прибывает на Пэдзун и готовиться к атаке, однако, восставшие уничтожают два их космических корабля. Спустя неделю, Федерация посылает флот для подкрепления отряду Альфа. Однако командующий Брайан Аэно объявляет, что хочет принять сторону мятежников. Отряд Альфа и флот Федерации с Луны нападают на астероид, вынуждая мятежников покинуть базу и отправиться в город. Небольшой отряд, оставшийся на базе Пэдзун, обеспечивает прикрытие и уничтожает базу ядерным оружием. Отряд Альфа успевает спастись. Дальнейшие события книги посвящены противостоянию мятежников и отряда Альфа.
| №  | Заглавие                                                                                                | Дата публикации  | ISBN               |
| -- | --- | ---------------- | ------------------ |
| 01 | Gundam Wars III: Gundam Sentinel гандаму сэнтинэру (GUNDAM WARS III "GUNDAM SENTINEL")                  | сентябрь 1989 г. | ISBN 9784499205306 |
| 02 | Gundam Sentinel Alice's Confession гандаму сэнтинэру Alice но дзангэ (ガンダム・センチネル ALICEの懺悔) | июль 1990 г.     | ISBN 9784499205498 |

#### Gundam Unicorn
Mobile Suit Gundam Unicorn (яп. 機動戦士ガンダムUC(ユニコーン) Kidou Senshi Gandamu Yunikon) — роман Харутоси Фукуи, публиковался в журнале Gundam Ace в феврале 2007—августе 2009 года.

Логотип серии Gundam Unicorn

По сюжету романа были созданы аниме, манга Кодзо Оомори (2010) и компьютерная игра на PlayStation 3.

#### Hathaway’s Flash
Mobile Suit Gundam: Hathaway's Flash (яп. 機動戦士ガンダム 閃光のハサウェイ Kidou Senshi Gandamu: senkō no Hasauei, «Вспышка Хэтэуэя») — серия трех романов периода Вселенского века, написанная создателем Gundam Ёсиюки Томино и издававшаяся компанией Kadokawa Shoten с февраля 1989 по май 1990 г.
Действие этих книг, посвящённых приключениям Хэтэуэя Ноа, единственного сына персонажа Брайта Ноа из оригинального сериала, происходит спустя 12 лет после событий Mobile Suit Gundam: Char's Counterattack. Федерация Земли возвращает контроль над Зионом. В течение следующих нескольких лет, Федерация высылает преступников на космические колонии. Террористическая организация под названием «Мафти», частью которой является и Хэтэуэй Ноа, начинает кампанию, чтобы остановить злоупотребления Федерации.
| №  | Заглавие | Дата публикации    | ISBN               |
| -- | --- | ------------------ | ------------------ |
| 01 | Вспышка Хэтэуэя, часть 1 кидо: сэнси гандаму сэнко: но хасауэй (дзё:) (機動戦士ガンダム 閃光のハサウェイ (上)) | 28 февраля 1989 г. | ISBN 9784044101312 |
| 02 | Вспышка Хэтэуэя, часть 2 кидо: сэнси гандаму сэнко: но хасауэй (тю) (機動戦士ガンダム 閃光のハサウェイ (中))   | 1 апреля 1990 г.   | ISBN 9784044101329 |
| 03 | Вспышка Хэтэуэя, часть 3 кидо: сэнси гандаму сэнко: но хасауэй (гэ) (機動戦士ガンダム 閃光のハサウェイ (下))   | 1 мая 1990 г.      | ISBN 9784044101336 |

#### Gaia Gear
Gaia Gear (яп. ガイア・ギア гайа гиа) — серия Ёсиюки Томино, не является частью основного сюжета. Действие происходит в 0200 годах Вселенского века. Публиковалась в журнале Newtype с апреля 1987 года по декабрь 1991 года, затем была издана Kadokawa Shoten в пяти томах. По мотивам книг в Японии была создана радиопостановка (1987—1992), выпущенная на пяти CD-дисках в 1992—1993 годах. Действие серии происходит в 0203 году Вселенского века. Сюжет посвящён противостоянию земного правительства и космических колоний. Члены организации «Z» клонируют Чара Азнабля, чтобы повысить свои шансы в войне против Федерации. Афранше Чар (яп. ガイア・ギア афуранси сяа), пилотирующий мобильный доспех Gaia Gear Alpha, и командует войсками мятежников.
| №  | Заглавие                              | Дата публикации    | ISBN               |
| -- | ------------------------------------- | ------------------ | ------------------ |
| 01 | Gaia Gear, часть 1 (ガイア・ギア (1)) | 1 сентября 1988 г. | ISBN 9784044101237 |
| 02 | Gaia Gear, часть 2 (ガイア・ギア (2)) | 1 сентября 1989 г. | ISBN 9784044101244 |
| 03 | Gaia Gear, часть 3 (ガイア・ギア (3)) | 1 сентября 1990 г. | ISBN 9784044101251 |
| 04 | Gaia Gear, часть 4 (ガイア・ギア (4)) | 1 февраля 1992 г.  | ISBN 9784044101268 |
| 05 | Gaia Gear, часть 5 (ガイア・ギア (5)) | 1 апреля 1992 г.   | ISBN 9784044101275 |

### Будущий век

#### Mobile Fighter G Gundam
Mobile Fighter G Gundam (яп. 機動武闘伝Gガンダム Kidou Butoden G Gundam) — манга Коити Токиты, выходившая в журнале издательства Kodansha Comic BomBom в 1994—1995 гг. Является адаптацией одноимённого сериала — Mobile Fighter G Gundam.

### После колонии

#### Gundam Wing
New Mobile Report Gundam Wing (яп. 新機動戦記ガンダムウイング Shin Kidō Senki Gundam Wing) — манга Коити Токиты, публиковавшаяся Kodansha в 1995—1996 гг. Является адаптацией сериала Mobile Suit Gundam Wing.

#### Episode Zero
New Mobile Report Gundam Wing: Episode Zero (яп. 新機動戦記ガンダムW EPISODE ZERO син кидо: сэнки гандаму W Episode дзэро), также известная как Mobile Suit Gundam Wing: Episode Zero — сёнэн-манга Акиры Камбэ по сценарию Кацуюки Сумисавы, который также был автором сценария сериала Mobile Suit Gundam Wing. Сюжеты, в основном, посвящены событиям до начала сериала. В частности, в Episode Zero рассказывается, что заставило пятерых главных героев стать пилотами Гандамов, и как сформировались некоторые черты их характеров. Манга выходила в журнале Anime V компании Gakken в 1997 году. Составляет 1 том.

#### Dual Story: G-Unit
New Mobile Report Gundam Wing Dual Story: G-UNIT (яп. 新機動戦記ガンダムW デュアルストーリー G-UNIT), также известная как Mobile Suit Gundam: The Last Outpost — манга Коити Токиты, публиковавшаяся в журнале Comic BomBom издательства Kodansha с мая 1997 года по март 1998 год. Позднее была опубликована в трех томах. Это побочная история сериала Mobile Suit Gundam Wing. Действие происходит в колонии MO-V в поясе астероидов. В отличие от другой манги по Gundam Wing, здесь не фигурирует никто из персонажей сериала, вместо этого Токита вводит новых героев и Гандамов.
| №  | Заглавие                                                                            | Дата публикации  | ISBN                |
| -- | ----------------------------------------------------------------------------------- | ---------------- | ------------------- |
| 01 | New Mobile Report Gundam Wing Dual Story: G-UNIT (1) 新機動戦記ガンタムW G-UNIT (1) | сентябрь 1997 г. | ISBN 978-4063218183 |
| 02 | New Mobile Report Gundam Wing Dual Story: G-UNIT (2) 新機動戦記ガンタムW G-UNIT (2) | февраль 1998 г.  | ISBN 978-4063218312 |
| 03 | New Mobile Report Gundam Wing Dual Story: G-UNIT (3) 新機動戦記ガンタムW G-UNIT (3) | апрель 1998 г.   | ISBN 978-4063218350 |

#### Gundam Wing: Endless Waltz
New Mobile Report Gundam Wing: Endless Waltz (яп. 新機動戦記ガンダムW: ENDLESS WALTZ син кидо: сэнки гандаму уингу эндорэсу варуцу) — манга Коити Токиты, публиковавшаяся Kodansha в 1997 г. Является адаптацией одноимённого аниме.

#### Frozen Teardrop
New Mobile Report Gundam Wing: Frozen Teardrop (яп. 新機動戦記ガンダムW Frozen Teardrop Shin Kido Senki Gandamu W Frozen Teardrop) — серия романов Кацуюки Сумидзавы, основанная на аниме-сериале Mobile Suit Gundam Wing. Публикуется по главам в журнале Gundam Ace с августа 2010 года. 9 томов были изданы Kadokawa Shoten. Действие происходит после событий манги Gundam Wing: Endless Waltz.
| №  | Заглавие | Дата публикации    | ISBN                   |
| -- | --- | ------------------ | ---------------------- |
| 01 | Rondo of Redemption (Part 1) сёкудзай но римбу (рондо:) (дзё:) (贖罪の輪舞（ロンド）（上）)                 | 26 февраля 2011 г. | ISBN 978-4-04-715634-0 |
| 02 | Rondo of Redemption (Part 2) сёкудзай но римбу (рондо:) (гэ) (贖罪の輪舞（ロンド）（下）)                   | 26 февраля 2011 г. | ISBN 978-4-04-715674-6 |
| 03 | Requiem of Linkage (Part 1) рэнса по тинконкёку (дзё:) (連鎖の鎮魂曲（レクイエム）（上）)                   | 25 июня 2011 г.    | ISBN 978-4-04-715733-0 |
| 04 | Requiem of Linkage (Part 2) рэнса по тинконкёку (гэ) (連鎖の鎮魂曲（レクイエム）（下）)                     | 26 октября 2011 г. | ISBN 978-4-04-715816-0 |
| 05 | Nocturne of Sorrow (Part 1) хитан но ясоукёку (нокута:н) (дзё:) (悲嘆の夜想曲（ノクターン）（上）)          | 24 февраля 2012 г. | ISBN 978-4-04-120136-7 |
| 06 | Nocturne of Sorrow (Part 2) хитан но ясоукёку (нокута:н) (гэ) (悲嘆の夜想曲（ノクターン）（下）)            | 23 июня 2012 г.    | ISBN 978-4-04-120290-6 |
| 07 | Rhapsody of Loneliness (Part 1) сэкирё но кёсикёку (рапусодэи:) (дзё:) (寂寥の狂詩曲（ラプソディー）（上）) | 26 января 2013 г.  | ISBN 978-4-04-120452-8 |
| 08 | Rhapsody of Loneliness (Part 2) сэкирё но кёсикёку (рапусодэи:) (тюу) (寂寥の狂詩曲（ラプソディー）（中）)  | 26 июня 2013 г.    | ISBN 978-4-04-120737-6 |
| 09 | Rhapsody of Loneliness (Part 3) сэкирё но кёсикёку (рапусодэи:) (гэ) (寂寥の狂詩曲（ラプソディー）（下）)   | 25 января 2014 г.  | ISBN 978-4-04-120983-7 |

### После войны

#### After War Gundam X
After War Gundam X (яп. 機動新世紀ガンダムX Kidou Shin Seiki Gundam X) — манга Коити Токиты на сюжет одноимённого сериала, выходила в 1996—1997 годах в издательстве Kodansha.

#### Under the Moonlight
After War Gundam X: Under the Moonlight (яп. 機動新世紀ガンダムX～UNDER THE MOONLIGHT～) — манга Ютаки Акацу (рисунок) по сценарию Титосэ Осимы. Это сиквел к аниме-сериалу After War Gundam X. Действие происходит спустя 7 лет после событий сериала. Публиковалась в журнале Gundam Ace с 2004 по 2006 год. Изначально планировалось выпустить короткую работу для Gundam Ace, но из-за популярности работы Kadokawa Shoten продлила её на 4 тома.

### Прочее

#### Mobile Suit Gundam Alive
Mobile Suit Gundam Alive (яп. 機動戦士ガンダムALIVE Kidou Senshi Gandamu ALIVE) — манга Мидзухо Такаямы по сценарию Юки Минакавы. Выходила с ноября 2006 года в журнале Comic BomBom компании Kodansha. Последняя глава появилась в ноябрьском номере журнала за 2007 год. Манга не связана с предыдущими частями Gundam, действие происходит в современной Японии в XXI веке.
Сюжет повествует о вторжении таинственной армии, обладающей сверхоружием «мобильными доспехами». Главный герой Токё Куроно (яп. 黒野時夫) сражается с ними в мобильном воине RX-78-2 Gundam.

#### Gundam-san
Mobile Suit Gundam-san (яп. 機動戦士ガンダムさん Kidō Senshi Gandamu-san), также просто Gundam-san — юмористическая ёнкома Хидэки Овады. Пародирует оригинальный Mobile Suit Gundam. Главными героями являются герои первого сериала — Амуро Рэй, Чар Азнабль, Лала Сун. Манга выходила в журнале Gundam Ace компании Kadokawa Shoten. Существует аниме-адаптация.